# Flavio Martini
Flavio Martini (* 13. Januar 1945 in Galliera Veneta) ist ein ehemaliger italienischer Radrennfahrer. 

## Sportliche Laufbahn
Martini war im Straßenradsport aktiv. Er begann mit dem Radsport im Verein SC Padovani. Bei den UCI-Straßen-Weltmeisterschaften 1967 gewann er mit Lorenzo Bosisio, Benito Pigato und Vittorio Marcelli die Bronzemedaille im Mannschaftszeitfahren. Im Einzelrennen kam er auf den 6. Platz. Bei den Mittelmeerspielen 1967 in Tunis holte er die Goldmedaille im Mannschaftszeitfahren. 1968 gewann er erneut Bronze bei den UCI-Straßen-Weltmeisterschaften im Mannschaftszeitfahren mit Giovanni Bramucci, Benito Pigato und Vittorio Marcelli.
Er war Teilnehmer der Olympischen Sommerspiele 1968 in Mexiko-Stadt. Im olympischen Straßenrennen wurde er auf dem 31. Rang klassiert. Als Amateur siegte er 1968 in den Eintagesrennen Trofeo Alcide De Gasperi, Gran Premio San Gottardo und Trofeo Matteotti (Amateurausgabe).
1969 wurde er Berufsfahrer im Radsportteam Gris 2000 und blieb bis 1974 als Radprofi aktiv. Danach startete er wieder als Amateur. Im Giro d’Italia startete er zweimal. 1969 und 1970 schied er jeweils aus. Martini gewann 1970 und 1974 den Giro del Belvedere, 1974 Vicence–Bionde.